# Toyota Indy 400 2003
Toyota Indy 400 2003 var ett race som var den femtonde och näst sista deltävlingen i IndyCar Series 2003. Racet kördes den 21 september på California Speedway utanför Fontana, Kalifornien.

## Tävlingen
Sam Hornish Jr. fortsatte sin jakt på sitt tredje raka mästerskap med en andra seger i rad. Samtidigt blev Scott Dixon tvåa för andra racet i rad, och tog över mästerskapsledningen. Hornish övriga konkurrenter tappade dock mängder av poäng till honom, och inför sista omgången ledde Dixon på samma poäng som Hélio Castroneves, med loppets trea Tony Kanaan på tredje plats även totalt, bara sju poäng (mindre än en segers värde mot en andraplats). Hornish var nitton poäng efter och hade det inte i egna händer, då Dixon eller Castroneves skulle komma före honom om de slutade bland de tre första i finalen i Texas, oavsett om Hornish tog maximala 53 poäng eller inte. Gil de Ferran försvann ifrån den direkta mästerskapsstriden med ett brutet lopp. En vinst i Texas skulle visserligen i teorin kunna ge honom titeln, men då var alla fyra övriga förare tvungna att misslyckas.

## Slutresultat
| Plats | Förare            | Team                     | Grid | Kvaltid |
| ----- | ----------------- | ------------------------ | ---- | ------- |
| 1     | Sam Hornish Jr.   | Panther Racing           | 10   | 32,130  |
| 2     | Scott Dixon       | Chip Ganassi Racing      | 3    | 31,827  |
| 3     | Tony Kanaan       | Andretti Green Racing    | 5    | 31,971  |
| 4     | Dan Wheldon       | Andretti Green Racing    | 4    | 31,901  |
| 5     | Tomas Scheckter   | Chip Ganassi Racing      | 7    | 32,068  |
| 6     | Hélio Castroneves | Marlboro Team Penske     | 1    | 31,752  |
| 7     | Roger Yasukawa    | Fernández Racing         | 16   | 32,293  |
| 8     | Scott Sharp       | Kelley Racing            | 19   | 32,347  |
| 9     | Al Unser Jr.      | Kelley Racing            | 15   | 32,258  |
| 10    | Alex Barron       | Cheever Racing           | 9    | 32,110  |
| 11    | Vitor Meira       | Team Menard              | 6    | 31,994  |
| 12    | Robbie Buhl       | Dreyer & Reinbold Racing | 22   | 32,484  |
| 13    | Ed Carpenter      | PDM Racing               | 17   | 32,321  |
| 14    | Greg Ray          | Access Motorsports       | 13   | 32,232  |
| 15    | Gil de Ferran     | Marlboro Team Penske     | 12   | 32,199  |
| 16    | Felipe Giaffone   | Mo Nunn Racing           | 8    | 32,105  |
| 17    | A.J. Foyt IV      | A.J. Foyt Enterprises    | 20   | 32,371  |
| 18    | Tora Takagi       | Mo Nunn Racing           | 11   | 32,142  |
| 19    | Sarah Fisher      | Dreyer & Reinbold Racing | 18   | 32,345  |
| 20    | Kenny Bräck       | Team Rahal               | 2    | 31,819  |
| 21    | Richie Hearn      | Hemelgarn Racing         | 21   | 32,410  |
| 22    | Bryan Herta       | Andretti Green Racing    | 14   | 32,242  |